# Допустима денна норма
Допустима денна норма (ДДН) (рос. допустимая дневная норма, англ. acceptable daily intake (ADI)) — кількість певної речовини у їжі чи воді, виразначена з урахуванням маси тіла (звичайно мг на кг ваги тіла), яка може щоденно споживатись протягом людського життя без видимого ризику для здоров'я. Важлива величина для оцінки можливостей використання в продуктах харчування різних хімічних добавок, а також дії залишків хімічних речовин, що використовуються в процесах вирощування рослин та тварин. Виражається в мг кг−1ваги тіла на день. Для оцінки денного споживання особою береться стандартна маса тіла 60 кг.